# RMS Empress of Ireland
RMS Empress of Ireland var en kanadensisk oceanångare. Fartyget ägdes av Canadian Pacific Railway Ltd. och gick i linjetrafik mellan Liverpool i Europa och Québec i Kanada. Fartyget befordrade även post som ett led i posttrafiken från Hongkong via Kanada till Storbritannien. Empress of Ireland förliste 1914 på Saint Lawrencefloden efter en kollision med den norska kolfraktaren SS Storstad. Vid förlisningen omkom 1 012 människor vilket gör den till den värsta fartygskatastrofen i Kanadas historia.

## Om fartyget
Företaget Canadian Pacific Railway Ltd. ägde redan flera fartyg i sin Empress-flotta (Empress of China, Empress of India och Empress of Japan) men behövde nu ytterligare fartyg. I december 1903 beställde därför företagets chef Thomas George Shaughnessy Empress of Ireland och systerfartyget Empress of Britain. Byggandet av Empress of Ireland påbörjades den 10 april 1904 på "Fairfield Shipbuilding & Engineering Co" varv i Govan nära Glasgow. Fartyget kom att ha åtta däck, två master och två skorstenar och drivas av två ångmaskiner.. Inredningen var modern och innehöll olika stilar Fartyget hade kapacitet för cirka 1 500 passagerare fördelad på cirka 300 i "Första klass", cirka 450 i "Andra klass" och cirka 800 i "Tredje klass".
Empress of Ireland sjösattes den 27 januari 1906 och döptes av varvchefens fru Mrs Alexander Gracie. Den 29 juni påbörjades jungfrufärden i Liverpool under kapten Frank Carey. Fartyget färdades över Irländska sjön och nådde Moville i grevskapet Donegal på Irland där man lade till. Dagen efter fortsatte färden över Atlanten och fartyget nådde Québec den 7 juli. På sin tredje resa satte Empress of Ireland rekord mellan Moville och Pointe-au-Père i Bas-Saint-Laurentregionen. De följande åren blev fartyget känd som ett säkert och luxuöst fartyg. Den 1 maj 1914 tillträdde Henry George Kendell som ny kapten.

## Förlisningen
Den 28 maj 1914 klockan 16:30 lämnade Empress of Ireland Québec, för sin 96:e resa över Atlanten med 1 477 passagerare. Bland dessa fanns den brittiske politikern Sir Henry Seton-Karr och skådespelarparet Laurence Irving (son till Henry Irving) och Mabel Hackney, frälsningsofficeren David Rees, cirka 170 medlemmar av The Canadian Salvation Army (Frälsningsarmén) och 138 barn.
Under färden nedför Saint Lawrencefloden uppstod kraftig dimma, vilket innebar svåra förhållanden före radarns tid. Klockan 01:38 den 29 maj siktades S/S Storstads positionsljus, varpå Empress of Ireland ändrade kurs. efter signaler via mistluren. Troligen missförstod fartygsbefälen varandra och cirka klockan 01:55 dök plötsligt Storstad upp ur dimman och rammade rakt in i sidan på Empress of Ireland, som skadades under vattenlinjen. Empress of Ireland tog in vatten mycket snabbt och fick kraftig slagsida mot styrbord, och få räddningsinsatser hann påbörjas innan fartyget sjönk cirka klockan 02:09, det vill säga endast 14 minuter efter olyckan.
Man hann endast sjösätta nio livbåtar och många passagerare hoppade i det iskalla vattnet. En del kunde plockas upp av det relativt oskadda Storstad och andra fartyg, som cirka två timmar senare kom till platsen. Av de 1 477 kunde endast 465 räddas och bland dessa endast fyra barn.

## Eftermäle

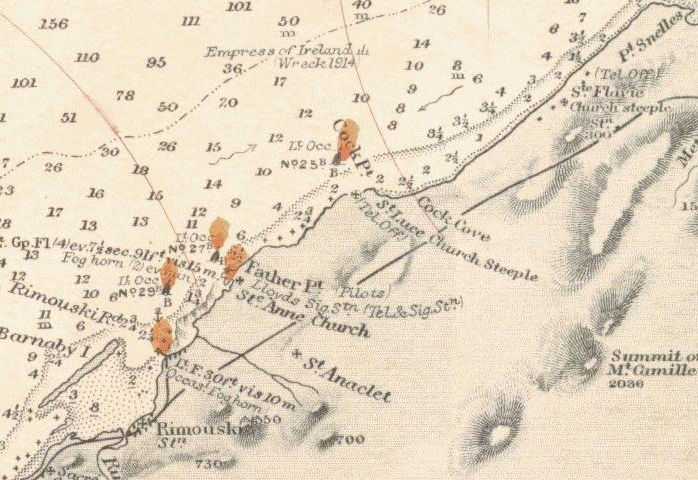
Platsen för förlisningen.

Det exakta förloppet blev aldrig säkerställt. Vid sjöförklaringen lämnade de båda kaptenerna olika versioner av händelseförloppet. Sjöförklaringen inleddes den 16 juni i King's Bench Courthouse i Québec under ledning av John Charles Bigham (senare Lord Mersey, samme person som bara två år tidigare hade lett sjöförhöret efter RMS Titanics förlisning). Efter 11 dagar och 61 vittnen avslutades utredningen. Den 11 juli förkunnades domen där Bigham fann besättningen på Storstad skyldig till olyckan (medan en norsk undersökning kom fram till motsatsen). Canadian Pacific Railway Ltd. stämde sedan Storstads ägare A. F. Klaveness som dömdes till skadestånd på två miljoner dollar i böter.
Kort efter förlisningen genomfördes en bärgningsaktion där cirka 90 kroppar, 318 postsäckar och värdeföremål (bland annat purserns kassaskåp och 212 silvertackor värda cirka 1,1 miljoner dollar) togs upp. Man upptäckte då även att de vattentäta dörrarna samt hyttventilerna stod öppna, vilket torde bidragit till det snabba förloppet.
Till skillnad från Titanic föll olyckan snabbt i glömska. Detta kan möjligen bero på den odramatiska inramningen. Passagerarna var till stor del vanliga människor, fartyget var inte störst i sin klass och all säkerhetsutrustning fanns på plats. Tre månader senare utbröt första världskriget och förlisningen hamnade i skymundan av värre katastrofer, som förlisningen av RMS Lusitania 1915.
Den 15 maj 1995 dog Grace Hanagan Martyn, den siste överlevande av förlisningen.
Vraket ligger på cirka 40 meters djup, cirka fem sjömil öster om Pointe-au-Père och den 30 april 1998 utnämndes platsen till historisk plats. Museet i Pointe-au-Père har en permanent utställning om Empress of Ireland. En röd vrakboj utmärker än idag platsen för Empress of Irelands förlisning..